# Myonia decolorata
Myonia decolorata är en fjärilsart som beskrevs av Erich Martin Hering 1925. Myonia decolorata ingår i släktet Myonia och familjen tandspinnare. Inga underarter finns listade i Catalogue of Life.